# Josef Böhr
Josef Böhr (geboren 21. November 1862 in Poratsch bei Kostenblatt, Österreich-Ungarn; gestorben 14. Februar 1944 in Warnsdorf) war ein tschechoslowakischer Abgeordneter, Senator der deutschen Minderheit und böhmischer Landtagsabgeordneter.

## Leben
Böhr besuchte das Jesuitengymnasium in Mariaschein und das Gymnasium in Leitmeritz, wo er die Reifeprüfung ablegte. Ab 1888 arbeitete er als Redakteur bei der Warnsdorfer Volkszeitung, wo er später Chefredakteur wurde. Seit 1908 war er Abgeordneter des Böhmischen Landtags in Österreich-Ungarn. 1920 wurde Böhr bei den ersten Wahlen im Wahlkreis Böhmisch Leipa-Jungbunzlau ins Parlament gewählt. Nach der Wiederwahl 1925 wurde er Vizepräsident des Tschechoslowakischen Senats. Er gehörte diesem Parlament als Vertreter der deutschen Christlich-Sozialen Partei an, deren Reichsparteiobmann er über lange Jahre war. 1929 wurde er erneut in den Senat gewählt.
Böhm war daneben Reichsobmann der Christlich-deutschen Turnerschaft in der Tschechoslowakei und seit 1923 Ehrenmitglied der katholischen deutschen Studentenverbindung Ferdinandea in Prag.
Seit 1894 war er mit seiner Frau Anna verheiratet, das Ehepaar hatte vier Kinder.